# Казабона
Казабона (итал. Casabona) — коммуна в Италии, располагается в регионе Калабрия, подчиняется административному центру Кротоне.
Население составляет 3161 человек, плотность населения составляет 46 чел./км². Занимает площадь 68 км². Почтовый индекс — 88822. Телефонный код — 0962.
Покровителем населённого пункта считается святитель Николай, Мирликийский Чудотворец. Праздник ежегодно празднуется 6 декабря.